# 巴州沙依东园艺场
巴州沙依东园艺场，是中华人民共和国新疆维吾尔自治区巴音郭楞蒙古自治州库尔勒市下辖的一个乡镇级行政单位。

## 行政区划
巴州沙依东园艺场下辖以下地区：
第一村、第二村、第三村、第四村和巴第五村。